# 黄堤镇
黄堤镇，是中华人民共和国河南省新乡市获嘉县下辖的一个乡镇级行政单位。

## 行政区划
黄堤镇下辖以下地区：
黄堤村、南马厂村、北马厂村、江营村、狮子营村、安仪村、孙庄村、张翟庄村、刘桥村、西马厂村和中马厂村。